# Pico Muñidó
Pico Muñidó är en bergstopp i Spanien.   Den ligger i provinsen Província de Lleida och regionen Katalonien, i den nordöstra delen av landet, 400 km nordost om huvudstaden Madrid. Toppen på Pico Muñidó är 2 636 meter över havet.
Terrängen runt Pico Muñidó är huvudsakligen bergig, men den allra närmaste omgivningen är kuperad.Runt Pico Muñidó är det mycket glesbefolkat, med 3 invånare per kvadratkilometer. Närmaste större samhälle är Vielha, 15,7 km norr om Pico Muñidó. Trakten runt Pico Muñidó består i huvudsak av gräsmarker.